# Sèvre Nantaise
Sèvre nantaise – rzeka we Francji, przepływająca przez tereny departamentów Deux-Sèvres, Wandea, Maine i Loara oraz Loara Atlantycka, o długości 158,9 km. Stanowi dopływ rzeki Loary.